# Episodi di Salem (prima stagione)
La prima stagione della serie televisiva Salem è stata trasmessa in prima visione dall'emittente televisiva statunitense via cavo WGN America dal 20 aprile al 13 luglio 2014.
In Italia, la stagione è andata in onda sul canale satellitare Fox dal 13 ottobre 2014 al 5 gennaio 2015.
| nº | Titolo originale           | Titolo italiano       | Prima TV USA   | Prima TV Italia  |
| -- | -------------------------- | --------------------- | -------------- | ---------------- |
| 1  | The Vow                    | Il voto               | 20 aprile 2014 | 13 ottobre 2014  |
| 2  | The Stone Child            | Il bambino di pietra  | 27 aprile 2014 | 20 ottobre 2014  |
| 3  | In Vain                    | Ricatti               | 4 maggio 2014  | 27 ottobre 2014  |
| 4  | Survivors                  | Sopravvissuti         | 11 maggio 2014 | 3 novembre 2014  |
| 5  | Lies                       | Bugie                 | 18 maggio 2014 | 10 novembre 2014 |
| 6  | The Red Rose and the Briar | Congiuntura astrale   | 25 maggio 2014 | 17 novembre 2014 |
| 7  | Our Own Private America    | La nostra America     | 1º giugno 2014 | 24 novembre 2014 |
| 8  | Departures                 | Partenze              | 8 giugno 2014  | 1º dicembre 2014 |
| 9  | Children Be Afraid         | Ragno tessitore       | 15 giugno 2014 | 8 dicembre 2014  |
| 10 | The House of Pain          | La casa delle torture | 22 giugno 2014 | 15 dicembre 2014 |
| 11 | Cat and Mouse              | Fuggire o morire      | 29 giugno 2014 | 22 dicembre 2014 |
| 12 | Ashes, Ashes               | Il Sommo Rito         | 6 luglio 2014  | 29 dicembre 2014 |
| 13 | All Fall Down              | Il cielo rosso        | 13 luglio 2014 | 5 gennaio 2015   |

## Il voto
- Titolo originale: The Vow
- Diretto da: Richard Shepard
- Scritto da: Brannon Braga e Adam Simon

### Trama
Mary è una giovane ragazza ingenua che abita a Salem, innamorata di John Alden. I due vivono in segreto il loro amore, visto che l'uomo più ricco della città, George Sibley, punisce chiunque commetta atti impuri e vergognosi. Tra i puniti, vi è Isaac, marchiato col fuoco per essersi masturbato. George odia John per i suoi continui tentativi di ribellione e per questo lo manda sul fronte di guerra. Dopo la partenza dell'uomo Mary scopre di essere incinta, ma se lo sapesse George la ucciderebbe. Mary decide allora di compiere un rito satanico, insieme alla strega Tituba, per donare il suo bambino a Satana, diventando a sua volta una strega. Anni dopo Mary ha sposato George ed è diventata la donna più potente del paese. George è in realtà torturato ogni momento dalla donna e per via di un rospo ha perso la capacità di parlare e comunicare. John ritorna dalla guerra. Tornato a Salem scopre che è iniziata la cosiddetta caccia alle streghe. Cottor Mather arriva a Salem per far parte del consiglio che deciderà la sorte di chi è sospettato di aver fatto un patto col demonio. Arrivato in città, però, Cottor si innamora di una prostituta, Gloriana. Mary, insieme a Tituba, è pronta a incolpare gli innocenti di stregoneria per poter compiere un rituale di notevole importanza. John cerca di andarsene da Salem, ma Isaac lo ferma, facendogli vedere, in un angolo remoto della foresta, streghe e stregoni. Scoperta la verità John decide di rimanere a Salem.

## Il bambino di pietra
- Titolo originale: The Stone Child
- Diretto da: David Von Ancken
- Scritto da: Brannon Braga e Adam Simon

### Trama
Dopo la prima morte del Gran Rito, Mary intende sacrificare un altro innocente prima della prossima luna piena sotto forma di un segno. Nel frattempo, John lavora con Cotton Mather e Issac Walton al fine di individuare e fermare le streghe.

## Ricatti
- Titolo originale: In Vain
- Diretto da: Alex Zakrzewski
- Scritto da: Elizabeth Sarnoff e Tricia Small

### Trama
Quando il Magistrato Hale scopre che è stato Isaac a rompere il cerchio delle streghe, tocca a John salvarlo. Emerge una lotta di potere che costringe Mary ad affermare la sua autorità con conseguenze potenzialmente mortali.

## Sopravvissuti
- Titolo originale: Survivors
- Diretto da: David Von Ancken
- Scritto da: Jon Harmon Feldman

### Trama
Un volto dal passato di John arriva a Salem, ed i piani di Mary quasi si dissolvono quando lei perde il controllo di Mercy Lewis. Altrove, l'alleato più fidato di Maria, Tituba, è costretto a trarre in inganno John al fine di eliminare una minaccia che mette in pericolo la sua padrona.

## Bugie
- Titolo originale: Lies
- Diretto da: Sergio Mimica-Gezzan
- Scritto da: Tricia Small e Elizabeth Sarnoff

### Trama
Mary ha una discussione con la congrega delle streghe, mentre Alden e Cotton vengono a conoscenza di una preziosa reliquia, il malem.

## Congiuntura astrale
- Titolo originale: The Red Rose and the Briar
- Diretto da: P. J. Pesce
- Scritto da: Joe Menosky e Adam Simon